# Isabelle Huppert
Isabelle Huppert (Pariz, Francuska, 16. ožujka 1953.) je francuska filmska i kazališna glumica. Vrlo širokog dijapazona uloga, jedna od najznačajnijih francuskih i europskih filmskih umjetnica.
Rođena u Parizu, djetinstvo provodi u Ville-d'Avrayu. Počinje se baviti glumom na poticaj majke. Pohađa konzervatorij u Versaillesu. Nakon uspješne karijere u kazalištu debitira na televiziji 1971. i iduće godine na filmu Faustine et le bel été. Hollywoodsku karijeru započinje u spektaklu Micheala Cimina Vrata raja, koji međutim postaje veliki komercijalni promašaj. 1980-ih glumi između ostalog u filmovima Bertranda Taverniera, Jean-Luca Godarda, Josepha Loseya e Marca Ferrerija. U dva navrata osvaja nagradu za najbolju glumicu na Festivalu u Cannesu: 1978. za ulogu u filmu Violette Nozière Claudea Chabrola i 2001. za La pianiste Michaela Hanekea. Poznata je po tome što prihvaća sve ponuđene uloge.

## Izabrana filmografija
- La Dentellière (1977.)
- Violette Nozière (1978.)
- Vrata raja (1980.)
- Dama s kamelijama (1980.)
- Passion (1983.)
- Madame Bovary (1991.)
- Malina (1991.)
- La Cérémonie (1995.)
- La pianiste (2001.)
- 8 femmes (2002.)
- Gabrielle (2005.)

## Vanjske poveznice
- Isabelle Huppert u internetskoj bazi filmova IMDb-u (engl.)
- Isabelle Huppert   Arhivirana inačica izvorne stranice od 4. svibnja 2013. (Wayback Machine) - filmsdefrance.com